# Dave Barr (jégkorongozó)
Dave Angus Barr (Toronto, Ontario, 1960. november 30. –) profi kanadai jégkorongozó.

## Karrier
Komolyabb karrierjét a WHL-ben kezdte 1978-ban a Edmonton Oil Kingsben. 1979–1980 három WHL-es csapatban is megfordult (Great Falls Americans, Portland Winter Hawks, Lethbridge Broncos). Az utolsó WHL-es idényét a Lethbridge Broncosban töltötte. Az NHL-ben kezdte profi pályafutását. A Boston Bruinsban játszott két mérkőzést, majd a szezon többi részét az AHL-es Erie Bladesben játszotta le. A következő idényben ismét felkerült az NHL-be tíz mérkőzésre a Bruinshoz, majd az AHL-es Baltimore Skipjacksbe küldték. 1983–1984-ben a New York Rangershez került, de onnan gyorsan leküldték a CHL-es Tulsa Oilersba. Még ebben az idényben egy mérkőzés erejéig a St. Louis Blues leigazolta. Ebben a csapatban játszotta a következő három idényt. Az 1986-87-es szezon közben a Hartford Whalershez került de itt csak ezt a fél idényt játszotta mert a szezon másik felét a Detroit Red Wingsben töltötte. A Red Wingsben három idényt szerepelt. 1990-ben leküldték a Adirondack Red Wingsbe, mely AHL-es csapat. A következő szezont ismét a Red Wingsnél játszotta. 1991–1992-ben a New Jersey Devilsbe került majd egy mérkőzésre leküldték az AHL-es Utica Devilsbe. 1992–1993-ban a Dallas Starshoz került. Ezután már csak IHL-es csapatokban játszott négy idényen keresztül (Kalamazoo Wings, Orlando Solar Bears). 1996-ban élete első 100 pontos szezonját érte el az IHL-ben. 1997-ben vonult vissza. Pályafutását mint edző folytatta

## Edzői karrier
A 2000–2001-es szezonban IHL-es Houston Aeros csapatának volt az edzője. Bejutottak a rájátszásba de az első körben kiestek. 2004–2008 között az OHL-es Guelph Storm edzője volt. Utolsó szezonjában eljutottak a rájátszás második köréig. 2008–2009-ben az NHL-es Colorado Avalanche másodedzője volt. A 2009–2010-es szezonban az NHL-es Minnesota Wild másodedzője volt.

## Díjai
- Adams-kupa: 1984
- Matt Leyden-trófea: 2006